# Hanna Kamińska
Hanna Kamińska (ur. 14 czerwca 1936, zm. 22 sierpnia 2018) – polska spikerka radiowa i lektorka. 
Z Polskim Radiem jako spikerka związana była w latach 1965–1988. Debiutowała przy realizacji audycji Omnibusem po Edisonie Jacka Kunickiego, zaś w kolejnych latach współpracowała między innymi przy audycjach muzycznych Bohdana Pocieja i Ewy Obniskiej. Za swoją pracę radiową została uhonorowana Złotym Mikrofonem. Po zakończeniu kariery radiowej pracowała przy realizacji audiobooków w tym między innymi Matka królów, Ewunia i Powrót do gniazda – Józefa Ignacego Kraszewskiego, Błękitni, Dewajtis i Jerychonka – Marii Rodziewiczówny, czy Wysokie progi i Złota maska – Tadeusza Dołęgi-Mostowicza.